# Casa Rafael Gafarel·lo
La Casa Rafael Gafarel·lo és un edifici modernista de Joan Amigó i Barriga de Badalona (Barcelonès). Està protegit com a bé cultural d'interès local.

## Descripció
És un edifici senzill amb planta baixa i dos pisos, amb dues portes per replà.
El seu màxim interès rau en la similitud de la façana amb La Pedrera, encara que aquesta entri en contradicció amb la idea de Gaudí degut a l'estructura de línies rectes de l'edifici. Les cornises ondulades que imita, amb elements molt pobres, el parament de pedra de l'obra gaudiniana, i la decoració floral de la falsa barana del terrat són un curiós exponent de la longevitat, ja fora d'època, de certs models ornamentals del modernisme.

## Història
Rafael Gafarel·lo era un mariner badaloní que sol·licità el permís per a edificar aquesta casa al nou eixample de la ciutat.
Els plànols són signats pel mestre d'obres Jaume Botey, ja que Joan Amigó era aleshores l'arquitecte municipal. El projecte de l'any 1923 només té planta baixa i un pis.